# Dysphania cuprina
Dysphania cuprina är en fjärilsart som beskrevs av Felder 1874. Dysphania cuprina ingår i släktet Dysphania och familjen mätare. Inga underarter finns listade i Catalogue of Life.